# Simulacrum
Als Simulacrum oder Simulakrum (Plural: Simulacra oder Simulakren) bezeichnet man ein wirkliches oder vorgestelltes Ding, das mit etwas oder jemand anderem verwandt ist oder ihm ähnlich ist. Der lateinische Ausdruck simulacrum leitet sich über simulo („Bild, Abbild, Spiegelbild, Traumbild, Götzenbild, Trugbild“) von simul („ähnlich, gleich“) ab. Die Bedeutung kann abwertend gemeint sein im Sinne eines trügerischen Scheins, sie kann aber auch positiv verstanden werden im Rahmen eines Konzepts produktiver Phantasie.
Als Simulacrum werden auch Simulationen und künstlich geschaffene Wesen wie Golem und Homunkulus bezeichnet.

## Verwendung bei Lukrez
Die präzise Wortgestalt von Simulacrum geht auf die atomistische Wahrnehmungstheorie des römischen Dichters und Philosophen Lukrez zurück. Diesem zufolge erzeugen die Dinge ihre eigene Sichtbarkeit, indem sie ständig feine Schichten ihrer äußeren Hülle in den Raum aussenden, die dann entsprechende Abdrücke auf der Netzhaut hinterlassen. Diese umherfliegenden Schichten bzw. „Häutchen“ nannte er Simulacren.

## Simulacrum als Erkenntnisinstrument
Nach Roland Barthes rekonstruiert ein Simulacrum seinen Gegenstand durch Selektion und Neukombination und konstruiert ihn so neu. Es entsteht eine „Welt, die der ersten ähnelt, sie aber nicht kopieren, sondern einsehbar machen will“. Das Simulacrum ist insofern auch ein Merkmal der strukturalistischen Tätigkeit:

„Das Ziel jeder strukturalistischen Tätigkeit […] besteht darin, ein ‚Objekt‘ derart zu rekonstituieren, daß in dieser Rekonstitution zutage tritt, nach welchen Regeln es funktioniert (welches seine ‚Funktionen‘ sind). Die Struktur ist in Wahrheit also nur ein simulacrum des Objekts, aber ein gezieltes, ‚interessiertes‘ Simulacrum, da das imitierende Objekt etwas zum Vorschein bringt, das im natürlichen Objekt unsichtbar oder, wenn man lieber will, unverständlich blieb.“

## Simulacrum als Spur
Jacques Derrida sieht das Simulacrum als Merkmal der Spur (und damit als Gegensatz zu Walter Benjamins Begriff der Aura):

„Da die Spur kein Anwesen ist, sondern das Simulacrum eines Anwesens, das sich auflöst, verschiebt, verweist, eigentlich nicht stattfindet, gehört das Erlöschen zu ihrer Struktur.“

## Medientheorie
Das Simulacrum ist auch ein zentraler Begriff in zeitgenössischen Theorien der Virtualität bzw. Virtualisierung insbesondere von Gilles Deleuze, Paul Virilio, Pierre Klossowski und vor allem Jean Baudrillard. Baudrillard unterscheidet verschiedene historische Formen von Simulacren (Imitation, Produktion, Simulation) und beschäftigt sich besonders mit dem Simulacrum der Simulation als dem dominanten Simulacrum der durch Massenmedien bestimmten Gegenwartsgesellschaft. Das Kennzeichen dieses modernen Simulacrums besteht nach Baudrillard darin, dass die Unterscheidung zwischen Original und Kopie, Vorbild und Abbild, Realität und Imagination unmöglich geworden und einer allgemeinen „Referenzlosigkeit“ der Zeichen und Bilder gewichen sei.
Auch in konstruktivistisch orientierten Medientheorien wird eine faktische Auflösung der klassischen Unterscheidungen und Differenzen konstatiert und unter den Schlagworten der Virtualisierung, Metamedialisierung, Autopoietisierung, Autologisierung, Kybernetisierung und Fiktionalisierung untersucht.

## Literarische und filmische Rezeption des Begriffs
Simulacra (Originaltitel: The Simulacra) ist der Titel eines Romans des US-amerikanischen Schriftstellers Philip K. Dick aus dem Jahre 1964. Dick verwendete ferner diesen Begriff häufig als Synonym zu „Android“, womit ein menschlich aussehender und agierender Roboter bezeichnet wird.
Simulacron-3 ist der Titel eines Science-Fiction-Romans des US-amerikanischen Autors Daniel F. Galouye von 1964, in dem es um die Idee einer vollständig innerhalb eines Computerprogramms simulierten Scheinwelt geht. Der Stoff wurde zweimal verfilmt: Einmal als Welt am Draht (1973) von Rainer Werner Fassbinder, ein weiteres Mal als The 13th Floor – Bist du was du denkst? (1999). Auch der Film The Matrix (1999) greift die Idee der Welt als Simulacrum auf. Recht am Anfang des ersten Teils der Matrix-Trilogie ist zudem kurz das Buch Simulacra & Simulation von Baudrillard zu sehen, das als Geldversteck des Protagonisten dient, indem es ausgehöhlt ist und sowohl die eigene Existenz als tatsächliches Buch nur simuliert als auch den in Sprache – und speziell im Sprachsimulacrum Schrift – definierten geistigen Inhalt bzgl. Simulacra und Simulation durch das Geld als Schuldschein-Simulacra und Tauschwaren-Simulation ersetzt oder austauscht.